# Алексеевка (Грузия)
Алексеевка (груз. ალექსეევკა) — село в Тетрицкаройском муниципалитете края Квемо-Картли Грузии. Входит в состав сельского общества Ираги.

## География
Расположено на высоте до 1180 м над уровнем моря, в верховье реки Асланка (бассейн реки Храми). В 13 км от города Тетри-Цкаро.

## Демография
| Год переписи | Населения | Мужчины | Женщины |
| ------------ | --------- | ------- | ------- |
| 2002         | 105       | 50      | 55      |
| 2014         | 161       | 89      | 72      |

Национальный состав по переписи 2014 г.: грузины — 90 %, осетины — 4 %, азербайджанцы — 2,5 %.